# Łupki palne

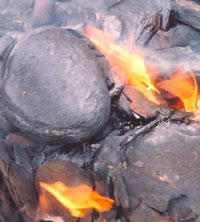
Płonące łupki bitumiczne na wybrzeżu w pobliżu Kimmeridge w Anglii

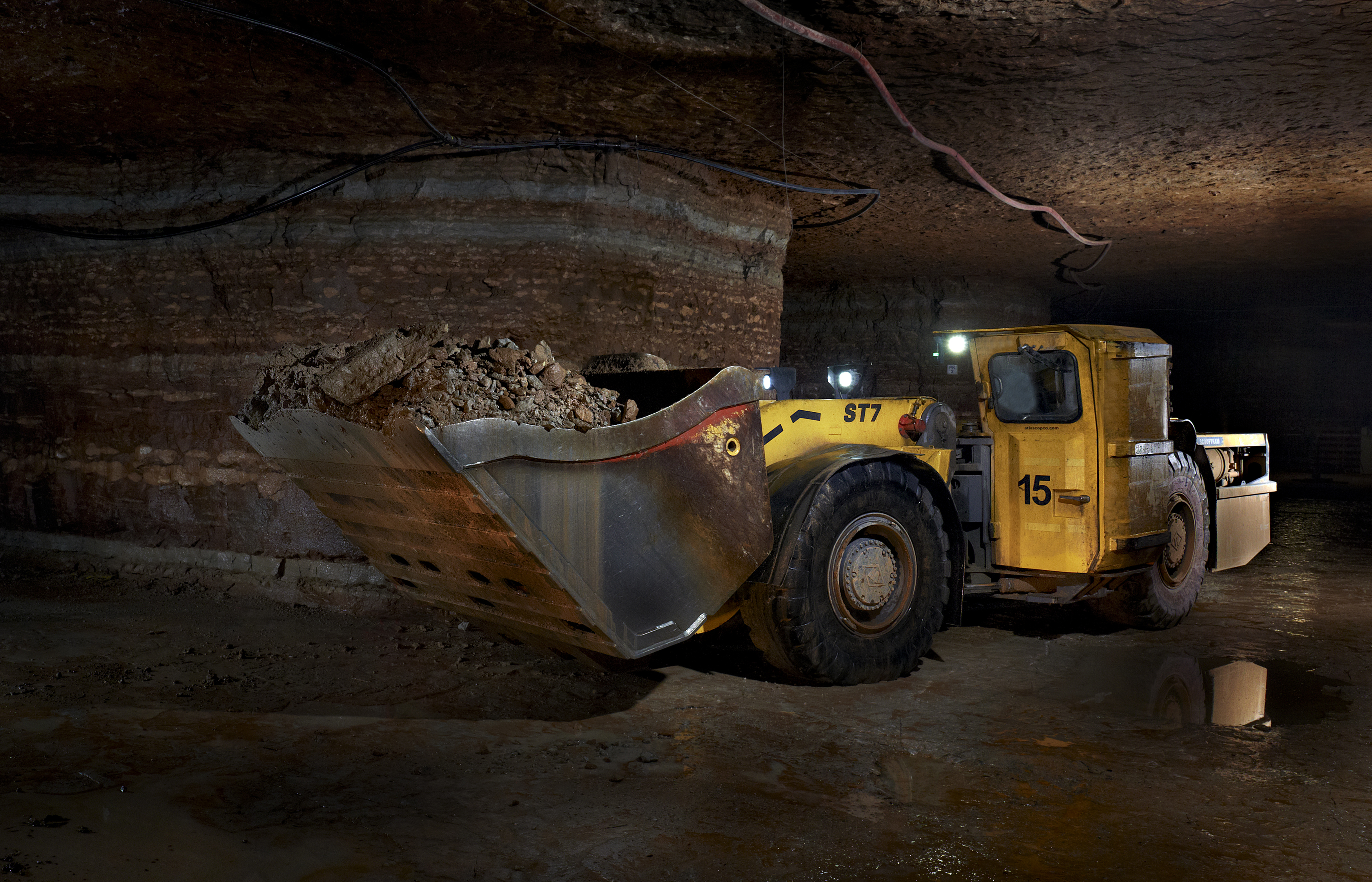
Wydobywanie łupków bitumicznych za pomocą ładowarki kopalnianej Scooptram ST7 marki Atlas Copco w kopalni Ojamaa należącej do estońskiego holdingu Viru Keemia Grupp

Łupki palne – łupki ilaste lub węglanowe zawierające duże, ale nie większe niż 60% (70% wg Ryki i Maliszewskiej) ilości substancji organicznych, np. bituminów, substancji węglistych , ropy naftowej. Czasem ich złoża są eksploatowane .
Występują powszechnie na całym świecie. Odmianami łupków palnych są: niektóre odmiany łupków węglowych (łupek sapropelowy, łupek humusowy), łupki bitumiczne, łupek ropny .